# تليف قلبي
يشير التليف القلبي (بالإنجليزية: Cardiac fibrosis)‏ عادةً إلى الترسب الزائد للأنسجة خارج الخلوية في العضلة القلبية، ولكن قد يشير المصطلح أيضًا إلى وجود سماكة غير طبيعية في صمامات القلب بسبب الانتشار الزائد للأرومات الليفية القلبية. تكون عضلة القلب الليفية أكثر صلابة وأقل مطاوعة، ويمكن رؤية ذلك في قصور القلب المتقدم.
تفرز الخلايا الليفية عادة الكولاجين وتعمل على توفير الدعم الهيكلي للقلب. عندما تنشط هذه العملية بشكل مفرط، فإنها تتسبب في زيادة سماكة وتليف الصمام مع تراكم الأنسجة بشكل أساسي على الصمام ثلاثي الشرف، ولكنها تحدث أيضًا على الصمام الرئوي. قد تؤدي السماكة وفقدان المرونة في النهاية إلى ضعف الصمامات وفشل البطين الأيمن.

## العلاقة مع زيادة السيروتونين في الدم (إتش تي-5)
تسبب بعض الأمراض مثل أورام الغدد العصبية الصماء في الأمعاء الدقيقة، والتي تطلق أحيانًا كميات كبيرة من 5-هيدروكسي تريبتامين، المعروف باسم إتش تي-5 أو السيروتونين في الدم، نمطًا مميزًا من تليف القلب الذي يمكن تشخيصه بواسطة تخطيط صدى القلب. يعد التليف القلبي سببًا مهمًا للمراضة والوفيات عند المرضى الذين يعانون من أورام الغدد العصبية الصماء الوظيفية، وقد شوهد هذا المرض أيضًا في بعض قبائل شرق إفريقيا الذين يأكلون أطعمة مثل (ماتوك - موز أخضر) المحتوية على كميات زائدة من السيروتونين.

## العلاقة مع ناهضات هرمون السيروتونين المباشرة
عُثر على ارتفاع معدل انتشار التليف القلبي واعتلال الصمامات المرتبطة به مرتبطًا باستخدام عدد من الأدوية بعد تحليل إحصائي طويل الأمد بمجرد طرح الأدوية في السوق لبعض الوقت. كان سبب ذلك غير معروف في ذلك الوقت، ولكن في النهاية عُرف أن جميع الأدوية التي تعمل كمنبهات لمستقبلات إتش تي 2 بي-5 في القلب بالإضافة إلى مواقع عملها في أماكن أخرى من الجسم.
ومع ذلك، تظل الآليات الدقيقة غير معروفة، فبينما تظهر السمية القلبية بعض العلاقة بين الجرعة والاستجابة، إلا أنها لا تتطور دائمًا، ويميل الاستخدام اليومي المزمن على مدى فترة طويلة إلى أن يكون ذو تأثير أقوى لتطور اعتلال الصمامات.
الأدوية الأكثر ارتباطًا هي أدوية إنقاص الوزن مثل الفينفلورامين والكلورفينترمين، والأدوية المضادة لمرض باركينسون، مثل: البيرغوليد والكابيرغولين، والتي توصف للاستخدام المزمن.
يمكن أن تؤدي التغيرات في صمام القلب التي تُلاحظ مع الاستخدام المعتدل والمتقطع إلى تلف دائم ومشاكل قلبية تهدد الحياة إذا زاد استخدام الدواء، ولكن الدراسات الطويلة للمرضى السابقين تشير إلى أن الضرر سيشفى بمرور الوقت إلى حد ما على الأقل.

### الأدوية المضادة للشقيقة
من المعروف منذ فترة طويلة أن بعض الأدوية المضادة للشقيقة التي تستهدف مستقبلات السيروتونين مرتبطة بحدوث أمراض مثل ارتفاع ضغط الدم الرئوي وظاهرة رينو، وكذلك داء أورمون أو التليف خلف الصفاق.
وتشمل هذه الأدوية الإرغوتامين وميثيسرغيد إذ يمكن أن يسبب كلاهما تليف القلب.

### الأدوية المضادة لداء باركنسون
بعض الأدوية المضادة لمرض باركنسون، على الرغم من استهدافها لمستقبلات الدوبامين، إلا أنها تتفاعل مع مستقبلات السيروتونين أيضًا، وقد أُبلغ عن أنها تسبب تليف القلب. تشمل هذه الأدوية البرغوليد والكابيرغولين.

### إم دي إم إيه
وجدت إحدى الدراسات التي أجريت على المستخدمين لإم دي إم إيه (الإكستاسي) أن لديهم تغيرات في صمامات القلب تشير إلى تليف القلب المبكر، والتي لم تكن موجودة عند غير المستخدمين لها، ما يشير إلى أن استخدام الإكستاسي لديه القدرة على التسبب بهذا النوع من تلف القلب بشكل مؤكد.